# Selles-sur-Nahon
Selles-sur-Nahon település Franciaországban, Indre megyében. Lakosainak száma 62 fő (2022. január 1.). Selles-sur-Nahon Frédille, Gehée, Heugnes, Jeu-Maloches és Pellevoisin községekkel határos.

## Népesség
A település népessége az elmúlt években az alábbi módon változott:
| Lakosok száma | 120  | 101  | 89   | 57   | 72   | 73   | 70   | 65   | 63   | 62   |
|               | 1968 | 1982 | 1990 | 2006 | 2013 | 2015 | 2017 | 2019 | 2020 | 2022 |